# Кочкорский район
Кочкорский район (кирг. Кочкор району) — район Нарынской области Кыргызстана. Образован 23 июля 1939 года. Административный центр — село Кочкорка.
С 21 ноября 1939 года до 30 декабря 1962 года был в составе Тянь-Шаньской области, в Нарынской области — с 11 декабря 1970 года.

## География
Кочкорский район расположен в северо-восточной части Нарынской области. Граничит на севере с Чуйской, на востоке — с Иссык-Кульской областями Кыргызстана.

## Население
По данным переписи населения Кыргызстана 2009 года, в районе проживало 58 267 человек, в том числе киргизы составили 57 582 человека или 98,8 % населения, дунгане — 299 человек или 0,5 %, узбеки — 146 человек или 0,3 %.

## Административное деление
В состав района входят 11 аильных (сельских) округов, 35 аилов (сёл):
1. Ак-Кыянский аильный округ — с. Кара-Суу (центр), Джаны-Джол;
2. Кара-Сууский аильный округ — с. Мантыш (центр), Ак-Талаа, Кара-Мойнок, Кызыл-Дебе, Орток;
3. Кок-Жарский аильный округ — с. Кок-Джар (центр);
4. Кочкорский аильный округ — с. Кочкорка (центр), Большевик, Тендик;
5. Ормон-Ханский аильный округ — с. Кара-Саз (центр), Кара-Кюнгей;
6. Кум-Дебенский аильный округ — с. Кум-Дебе (центр), Ак-Джар, Бугучу, Шамшы;
7. Сары-Булакский аильный округ — с. Ак-Кыя (центр), Сары-Булак;
8. Семиз-Бельский аильный округ — с. Кара-Тоо (центр), Арсы, Семиз-Бель, Чекилдек;
9. Сон-Кульский аильный округ — с. Телек (центр);
10. Талаа-Булакский аильный округ — с. Ден-Алыш (центр), Комсомол;
11. Чолпонский аильный округ — с. Чолпон (центр), Ара-Кёль, Осовиахим, Туз, Эпкин, Ак-Чий, Оро-Башы, Тармал-Саз, Узун-Булак.

## Персоналии
- Сагымбай Орозбаков (1867—1930) — выдающийся манасчи, сказитель киргизского эпоса «Манас».
- Баялы Исакеев (1897—1938) — советский государственный и партийный деятель.